# Гебвиллер
Гебвиллер (фр. Guebwiller, Гебвайлер, нем. Gebweiler) — город и коммуна на северо-востоке Франции в регионе Гранд-Эст (бывший Эльзас — Шампань — Арденны — Лотарингия), департамент Верхний Рейн, округ Тан — Гебвиллер, кантон Гебвиллер. До марта 2015 года коммуна являлась административным центром не только для одноимённого кантона, но и округа Гебвиллер.

## Географическое положение

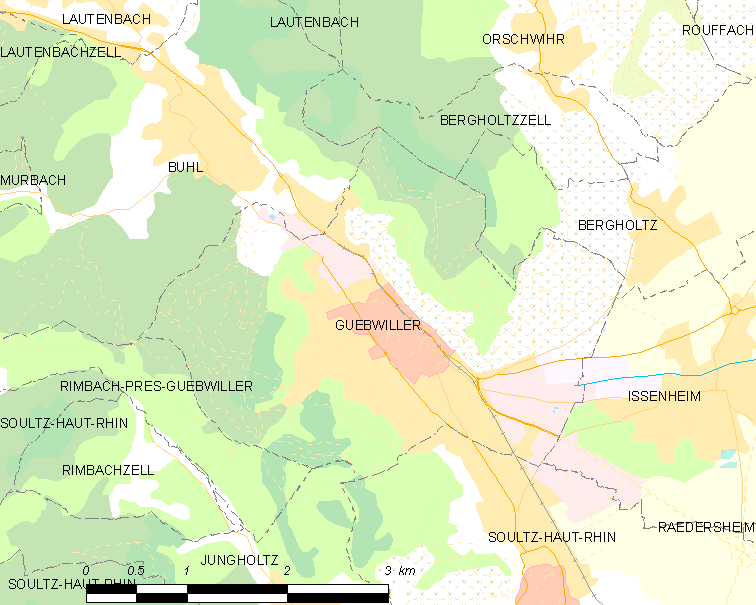
На карте

Гебвиллер находится в 23 км к северо-западу от Мюлуза, в 18 км к северо-востоку от Тана и в 25 км к юго-западу от Кольмара у подножия гор Вогезов.
Площадь коммуны — 9,68 км², население — 11 609 человек (2006) с тенденцией к стабилизации: 11 440 человек (2012), плотность населения — 1181,8 чел/км².

## История
Город впервые упоминается в дарственной в пользу аббатства Мурбах 10 апреля 774 года, когда Виллиариус ратифицировал документ, в котором название города указано в первоначальном виде — «villa Gebunvillare». На тот момент это была обычная сельскохозяйственная область. Средневековый город сформировался в XII веке вокруг церкви Св. Леже и замка Бургшталь (Burgstall). Окружающая замок стена была построена между 1270 и 1287 годами. Гебвиллер, столица княжества Мурбах, процветал и насчитывал 1350 жителей к 1394 году.
В разные эпохи в городе происходили значимые исторические события:
- Попытка штурма в феврале 1445 года одной из банд наёмников (Écorcheurs), разорявших страну. Поскольку Гебвиллер был защищён крепостными стенами, враги попытались проникнуть с помощью обмана. Дождавшись, когда наблюдение ослабло, они приставили лестницы к стенам. Однако местная жительница Гебвиллера, Бриджит Шик, заметила это и подняла тревогу. Нападающих охватила паника, так как они приняли её за Деву Марию, явившуюся для защиты города. Враги бежали, оставив свои лестницы, которые позже хранились в церкви Св. Леже в знак благодарности Деве Марии.
- Восстание горожан против власти князей и настоятелей аббатства Мурбах, сопровождавшееся репрессиями.
- Восстание 1525 года, разграбление города шведами во время Тридцатилетней войны.
- В 1648 году после ратификации Договора в Мюнстере Гебвиллер становится частью Франции. К 1657 году в городе оставалось всего 176 жителей.
- Между 1761 и 1764 годами была проведена секуляризация главы Мурбаха, который поселился в городе, в крепости Нойенбург (Neuenburg). Господство аббатства Мурбах завершилось во время Французской революции.
- В начале XIX века появились первые текстильные предприятия. Это стало началом крупной эпохи текстильной промышленности в столице Флориваля, которая превратилась во второй по значимости текстильный центр Эльзаса после Мюлуза. В городе производили расчёсанные ткани, ленты, ситец, а также пряли шерсть и хлопок.
- 1 мая 1864 года во Франции впервые провели турнир по художественной гимнастике.
- В 1905 году население Гебвиллера насчитывало 13 294 жителя.
- Во время Второй мировой войны жители Гебвиллера разделили судьбу всего Эльзаса-Лотарингии (насильственное присоединение во время немецкой оккупации). Освобождение состоялось 4 февраля 1945 года силами группы бронированных машин 4-го полка марокканских сипахов.

## Население
Численность населения коммуны в 2011 году составляла 11 517 человек, а в 2012 году — 11 440 человек.
| 1962   | 1968   | 1975   | 1982   | 1990   | 1999   | 2006   | 2011   | 2012   |
| ------ | ------ | ------ | ------ | ------ | ------ | ------ | ------ | ------ |
| 10 568 | 10 840 | 11 072 | 10 689 | 10 942 | 11 525 | 11 609 | 11 517 | 11 440 |

Динамика населения:

## Известные уроженцы
- Андре Бауэр (1866—1900), немецкий католический францисканский монах, миссионер и мученик в Китае.
- Андреас Бауэр (род. 1964), немецкий лыжный прыгун и текущий главный тренер женской команды по прыжкам с трамплина на Кубке мира.
- Жанна Бюше (1872—1946), основательница галереи Жанны Бюше
- Жан-Батист Векерлен (1821—1910), французский композитор и музыкальный издатель.
- Иозеф Гуербер (1824—1909), писатель и журналист, депутат протеста Guebwiller рейхстага от 1874 до 1898 года.
- Чарльз Гуебер (1883—1943), политический деятель.
- Луи Гава (1891—1965), дирижёр.
- Теодор Дек (1823—1891), керамист. В Гебвиллере, где родился Теодор Дек, в настоящее время самая большая коллекция произведений этого художника
- Альфред Кастлер (1902—1984), физик, лауреат Нобелевской премии по физике в 1966 году.
- Эмиль Келлер (1820—1909), французский политик и предшественник социального католицизма который был избран депутатом Верхнего Рейна, а затем Белфорта шесть раз между 1859 и 1889 годами. Опубликовал несколько книг, включая "Церковь, государство и свобода (1865), «Свободный рабочий» (1885) и др.
- Пьер Леви (1907—2002), промышленник.
- Никлаус Риггенбах (1817—1899), инженер, изобретатель зубчатой железной дороги.
- Фредерик Риттер (1819—1893), историк науки, кавалер ордена Почетного легиона, инженер, математик.
- Франсуа Иосиф Рудлер (1757—1837), член правительства департамента Верхний Рейн, кавалер ордена Почетного легиона в 1804 году, был возведен в звание барона Империи в 1810 году, адвокат, нотариус и реформатор
- Ксаверия Рудлер (1811—1886), франко-германская монахиня
- Леон-Гюстав Шлюмберже (1844—1929), французский историк, историк, византийский учёный нумизмат.
- Жан Шлюмберже (1877—1968), писатель, редактор, германист, автор и основатель журнала «La Nouvelle Revue française» (NRF) в 1908 году, в компании с Андре Жидом и Жаком Копо.
- Конрад Шлюмберже (1878—1936), геолог и геофизик
- Гюнтер Штаренхорст (1883—1976), немецкий кинорежиссёр
- Марсель Шлюмберже (1884—1953), инженер
- Йозеф Шторк (1897—1989), педагог, член французского Сопротивления, Праведник народов мира, мэр Гебвиллера.

## Экономика
В 2010 году из 7445 человек трудоспособного возраста (от 15 до 64 лет) 5432 были экономически активными, 2013 — неактивными (показатель активности 73,0 %, в 1999 году — 72,9 %). Из 5432 активных трудоспособных жителей работали 4569 человек (2443 мужчины и 2126 женщин), 863 числились безработными (460 мужчин и 403 женщины). Среди 2013 трудоспособных неактивных граждан 584 были учениками либо студентами, 645 — пенсионерами, а ещё 784 — были неактивны в силу других причин.
На протяжении 2011 года в коммуне числилось 5194 облагаемых налогом домохозяйства, в которых проживало 11 154,5 человека. При этом медиана доходов составила 17727 евро на одного налогоплательщика.

## Достопримечательности (фотогалерея)
- Церковь Сен-Леже (XII—XIII век), в поздне-романском стиле
- Готические церковь и монастырь доминиканцев (в настоящее время, центр музыки)[11].
- Церковь Богоматери Гебвиллера (1762—1785)
- Ратуша, в готическом стиле (1514)
- Руины замка Хугштайн (Hugstein) (на границе с муниципалитетом Буль)
- Руины замка Бургшталь (Burgstall), считавшиеся давно утраченными, и упоминавшимися только в редких летописях. В 1960 году часть руин были найдены во время строительства супермаркета.
- Немецко-французское солдатское кладбище, где похоронены около 1000 немцев и около 450 французов, погибших во время Первой мировой войны, а также 175 немцев, погибших на Второй мировой войне. Кладбище было открыто в 1914 году немецкой стороной после первой перестрелки в этом районе. Проект был завершен окончательно 1977 году
- Музей Теодора Дека (переименован в декабре 2008 года), ранее известный как «Musée du Florival» (1984—2008), содержит большую коллекцию керамики Теодора Дека.
- Семейный центр графства История (CDHF), центр генеалогии, открытый для публики.

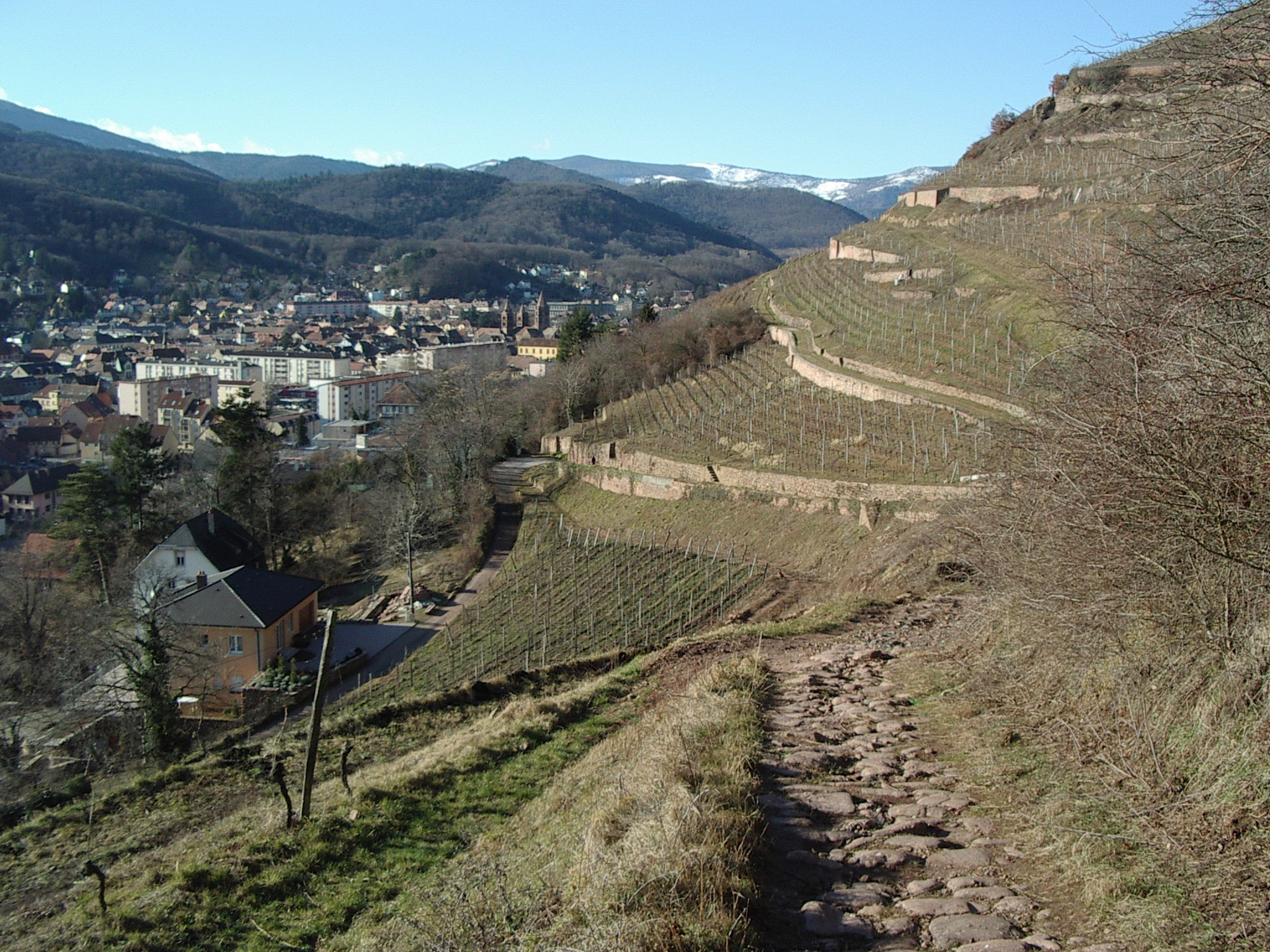
Вид на Гебвиллер
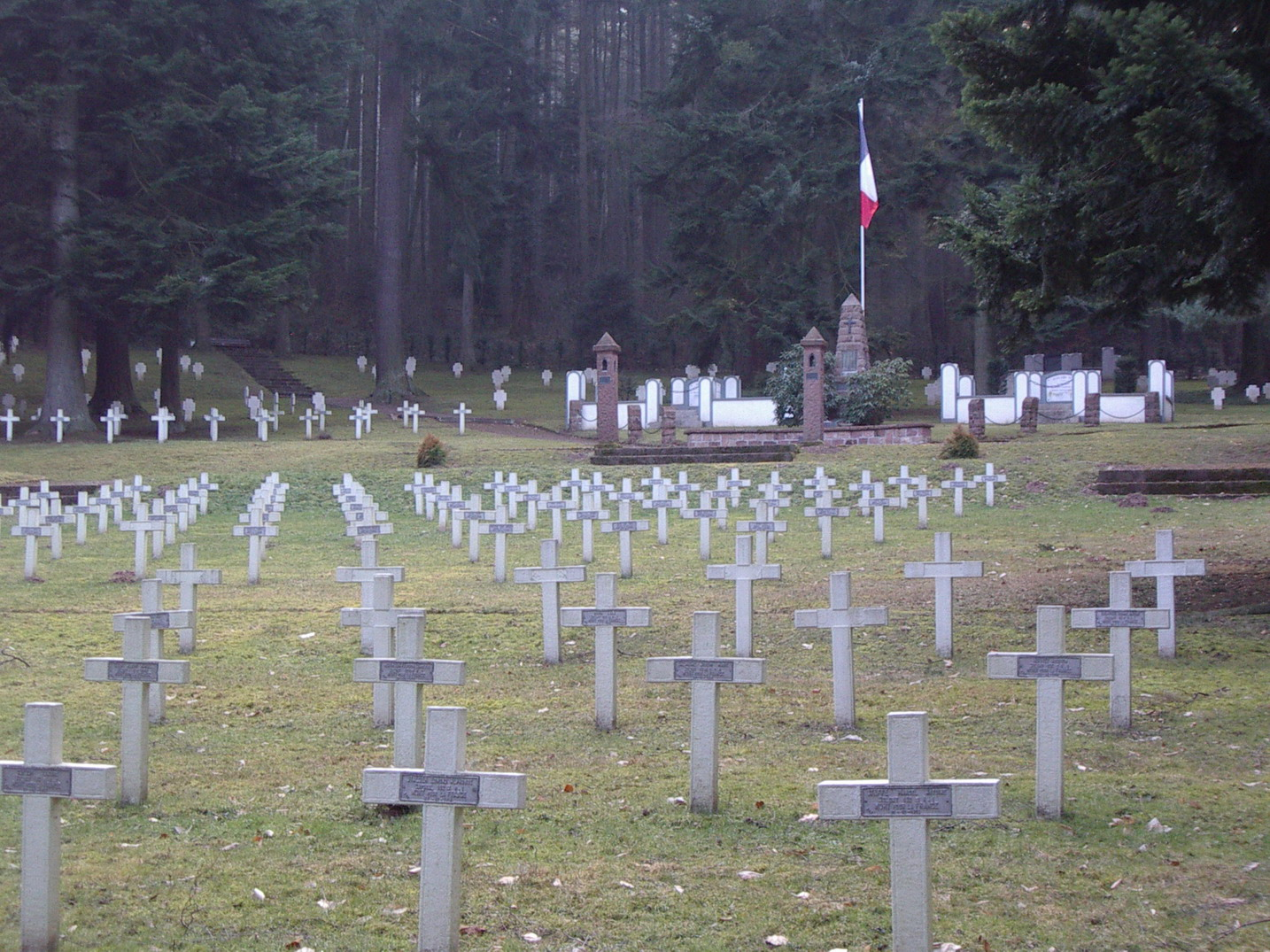
Немецко-французское мемориальное кладбище
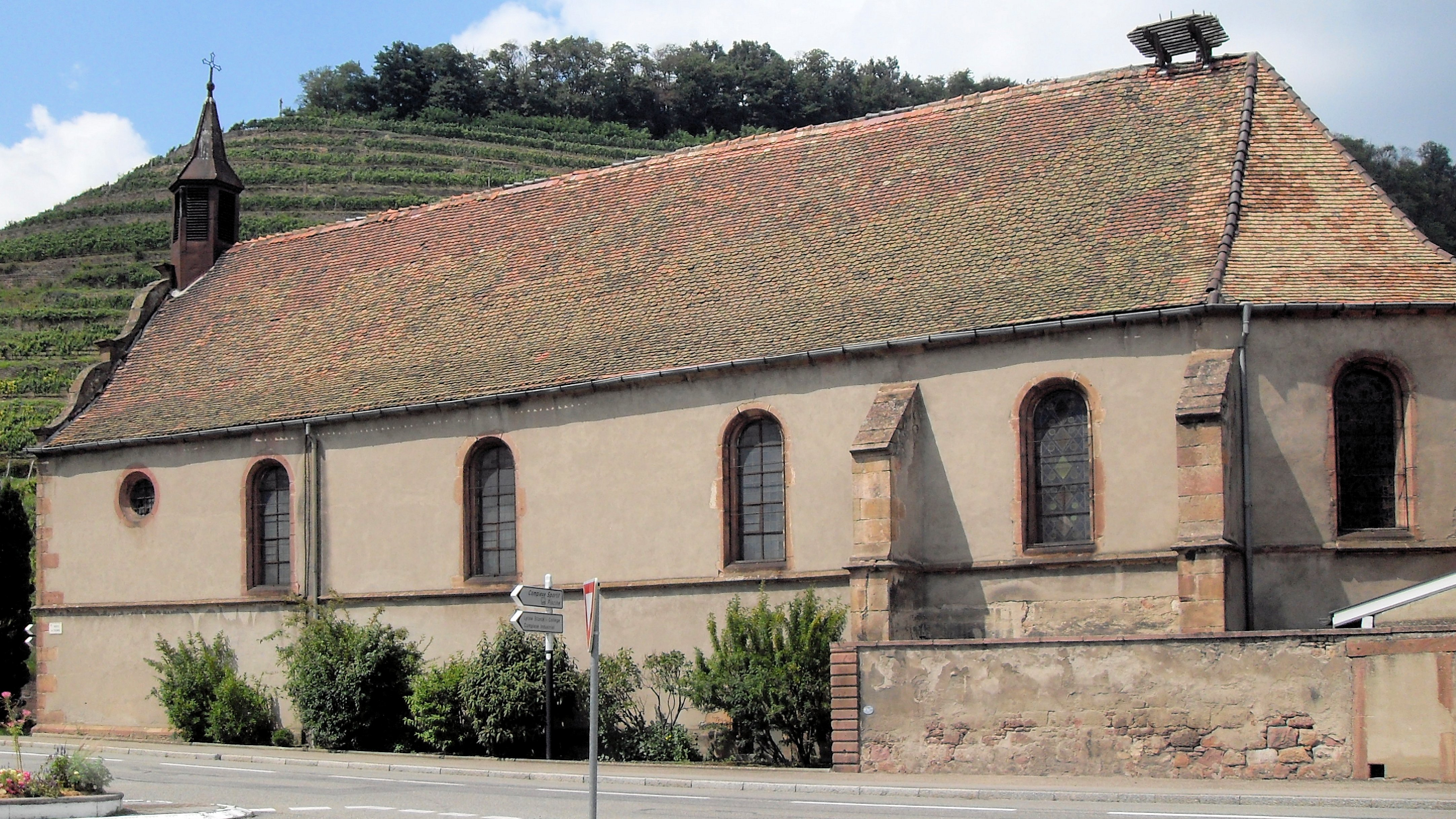
Часовня Notre-Dame-du-Saering
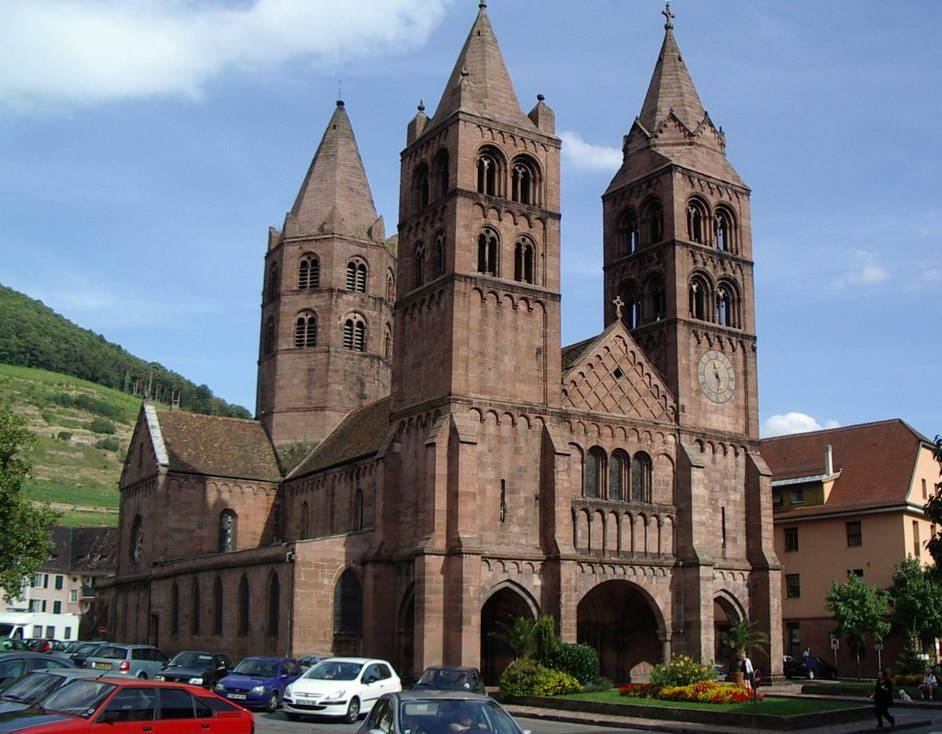
Романская Церковь Saint-Léger
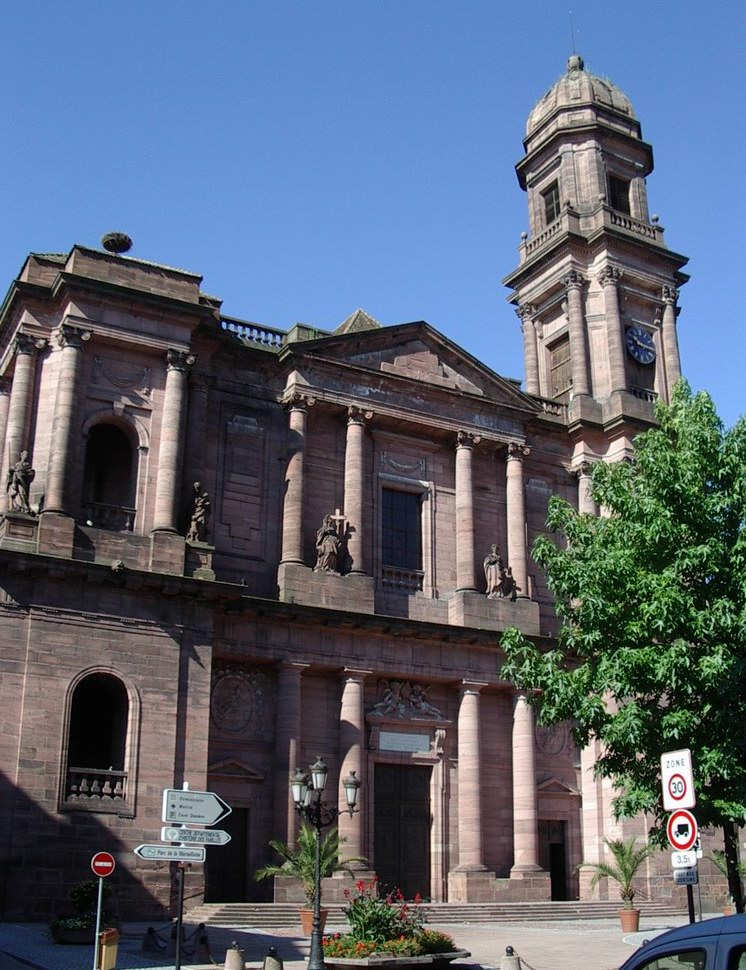
Церковь Нотр-Дам (Notre-Dame)
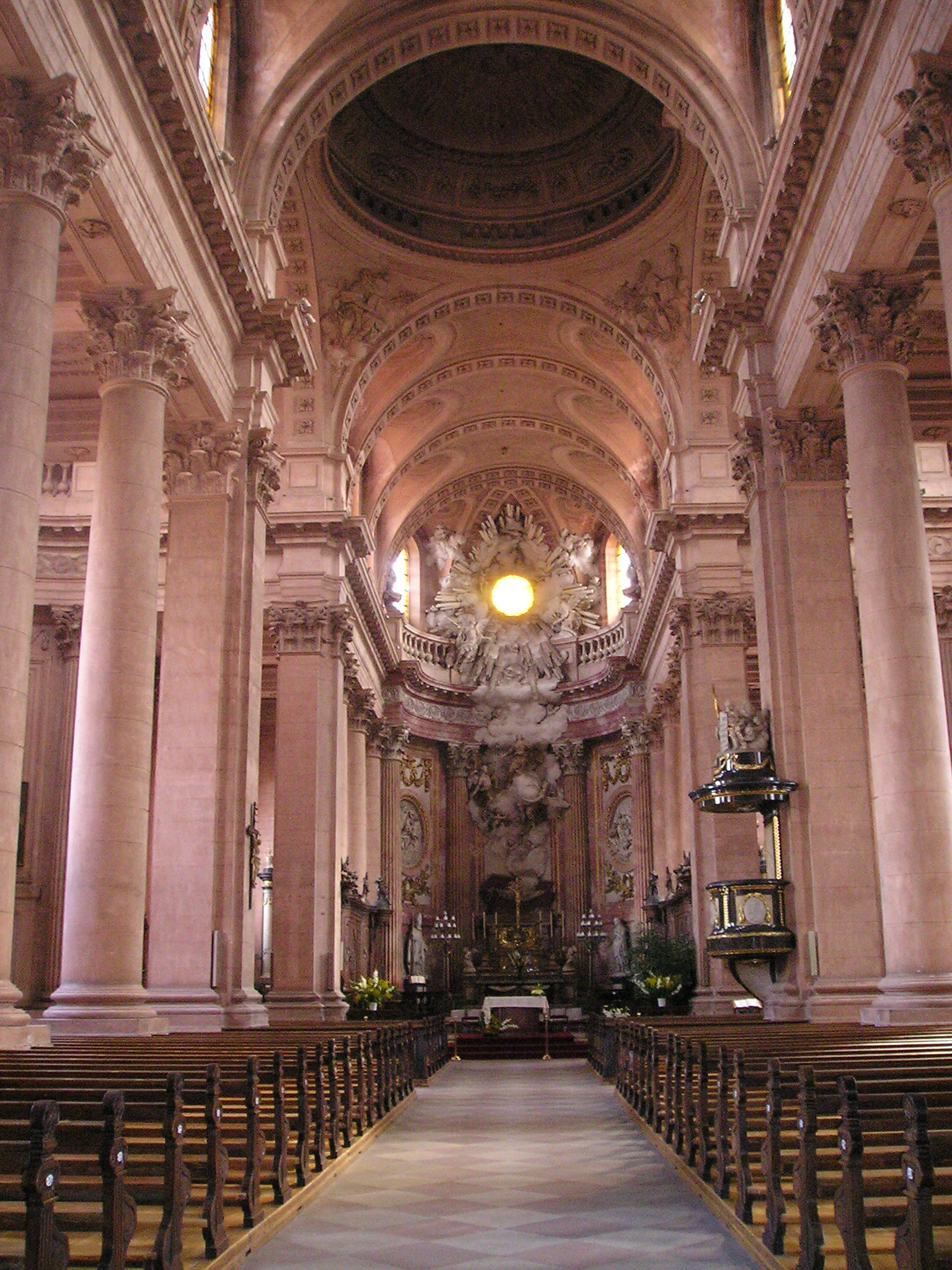
Интерьер церкви Нотр-Дам